# باغ بالا (حومة بم)
باغ بالا (بالفارسية: باغ بالا) هي قرية تقع في إيران في منطقة مركزية ريفية.